# Puerto Colombia (Guainía)
Pour les articles homonymes, voir Puerto Colombia.
Puerto Colombia est un corregimiento départemental de Colombie, situé dans le département de Guainía.